# Castell d'Amaiur
El Castell d'Amaiur (en basc Amaiurko gaztelua, en castellà Castillo de Maya) va ser un castell localitzat a la muntanya Gaztelua de la localitat homònima a la vall de Baztan. Els vestigis emergeixen avui dia gràcies a la sistemàtica labor arqueològica realitzada per la Societat de Ciències Aranzadi amb l'ajuda dels amaiurtarres durant les campanyes que s'han succeït durant 2006, 2007 i 2008. En el lloc que ocupava la torre de l'homenatge del castell es troba un monòlit en record dels defensors de la independència de Navarra.

## Setge al Castell d'Amaiur
La importància d'aquest lloc radica en la resistència oposada pels navarresos partidaris del rei Enric II els anys 1521-1522 després de l'últim intent de reconquesta del regne per part del rei Enric, després de la invasió de Navarra feta en 1512.
Després de la derrota en la batalla de Noáin, els navarresos fidels al rei Enric II de Navarra es van refugiar als dominis dels Albret a l'altre costat dels Pirineus (al Bearn i a la Baixa Navarra). El setembre del 1521 van fer una altra incursió en el vall de Baztan-Bidasoa i van conquistar el castell, respectant la vida de l'alcaide i de la guarnició castellana del castell. S'hi va quedar una guarnició d'uns 200 navarresos, al comandament de Jaime Vélaz de Medrano.
A principis de febrer, les tropes castellanes comencen a efectuar incursions a la vall. El 14 de març prenen la fortalesa d'Orzorroz. El 17 de juny de 1522, després d'una batalla, ocupen també la vila de Doneztebe, tallant la comunicació d'Amaiur amb Hondarribia. El virrei castellà, comte de Miranda, va ordenar el 3 de juliol la presa d'Amaiur. Les tropes castellanes amb navarresos beaumontesos van voltar el castell amb uns 10.000 homes, contra els 200 del castell. Al castell estaven dos dels germans del que posteriorment seria Sant Francesc Xavier. Els navarresos van resistir diversos atacs des del 15 fins al 22 de juliol, en què van capitular.
Els presoners van ser portats a Pamplona, on, als 14 dies, Jaime Vélaz de Medrano i el seu fill, van ser enverinats. El 12 d'agost es va ordenar destruir la fortalesa, calant-li foc després de confiscar els objectes de valor.

## Homenatge als defensors del Castell d'Amaiur

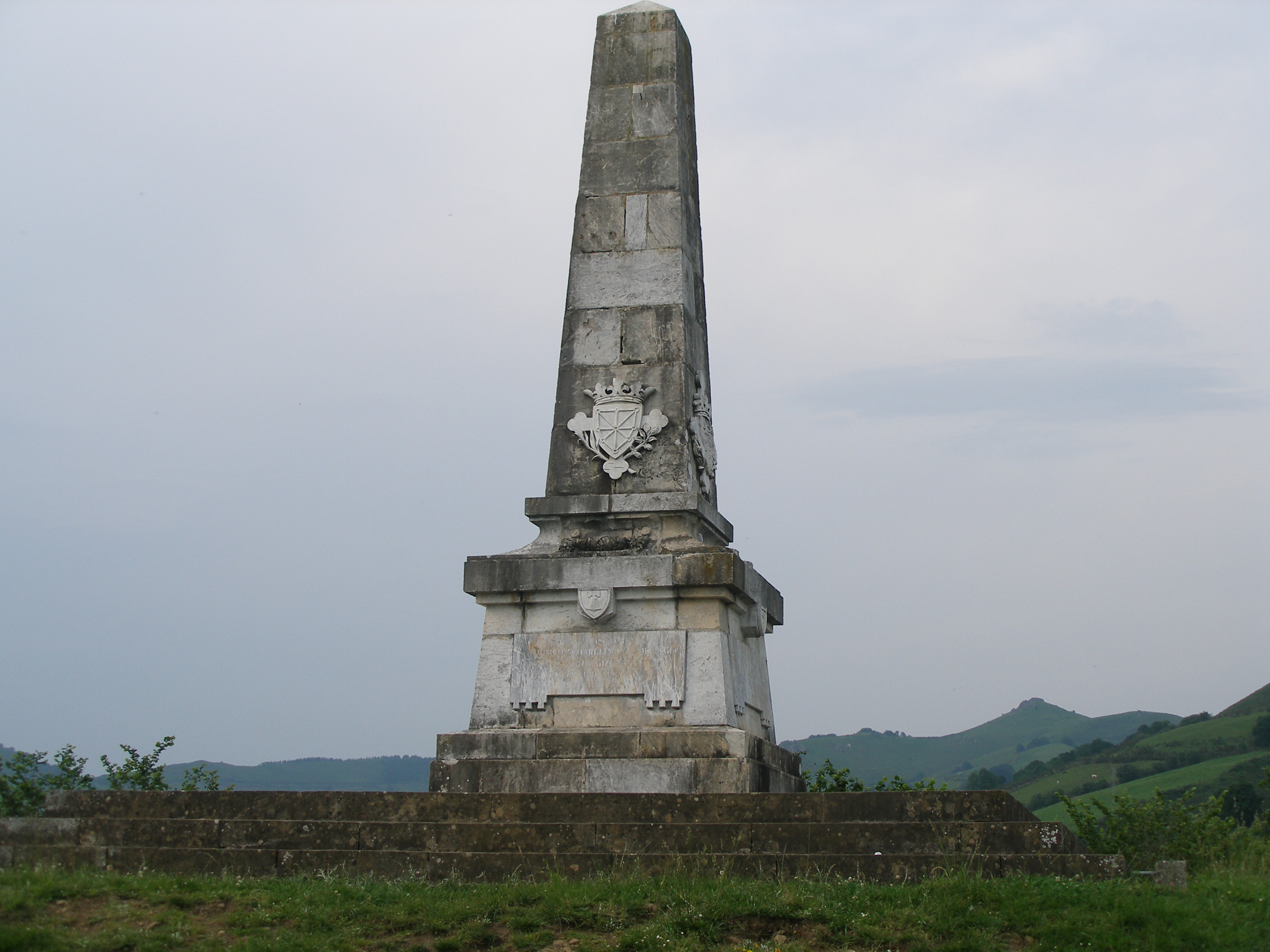
Monòlit en record als defensors de la independència de Navarra on va estar el Castell d'Amaiur

El 30 de juny de 1922 es va inaugurar un monòlit en el lloc on s'alçava el Castell d'Amaiur, en record als navarresos que el van defensar, i que va ser encarregat a l'arquitecte Serapio Esparza. Hi figuren les següents inscripcions commemoratives; el primer text està repetit també en basc:
| « | “Als homes que al Castell d'Amaiur van lluitar en pro de la independència de Navarra, llum perpètua. 1522”. | » |

| « | “1522 Juan de Orbara, abad de Urdax. Jaime Vélaz de Medrano, alcalde del Castell d'Amaiur. Miguel de Jasso, senyor de Xavier. Luis Vélaz de Medrano. Juan de Jasso. Víctor de Mauleón. Juan de Aguerre, d'Echalar. 1922” | » |

| « | “Navarra agraïda als darrers defensors de la independència de Navarra. 1522-1922". | » |

En el centre de cadascuna de les quatre cares conté els següents escuts: el de la vila de Amaiur, el d'Àlaba, el de Guipúscoa (abans de la retirada dels canons) i el de Biscaia. També, a dos dels fronts, els altres dos escuts de major grandària: el de Navarra i un altre format per les sis merindades (Pamplona, Olite, Estella, Sangüesa, Tudela i la d'Ultrapuertos) fets en marbre blanc d'Almandoz.
Aquest monument va ser volat en la nit del 26 al 27 de juliol de 1931 amb dinamita de forma terrorista. En aquests mesos, els ajuntaments de Navarra estaven debatent l'Estatut d'Estella, amb un suport inicial unànime a la realització d'un estatut conjunt de Navarra amb Àlaba, Guipúscoa i Biscaia (vegeu Posició dels municipis navarresos a participar en l'Estatut d'Estella).
El monument va ser reconstruït i reinaugurat el 10 d'octubre de 1982, per iniciativa de la vila, amb suport de les diputacions de Navarra, Àlaba, Guipúscoa, Biscaia i del Govern Basc. Es van recuperar les pedres disseminades pel vessant que eren vàlides, i la resta es va llaurar en el taller de pedreria d'Olite.
En l'actualitat, el Castell d'Amaiur és un símbol dels navarresos que reclamen la recuperació de la sobirania per part de Navarra.

## Monument al Resistent Desconegut

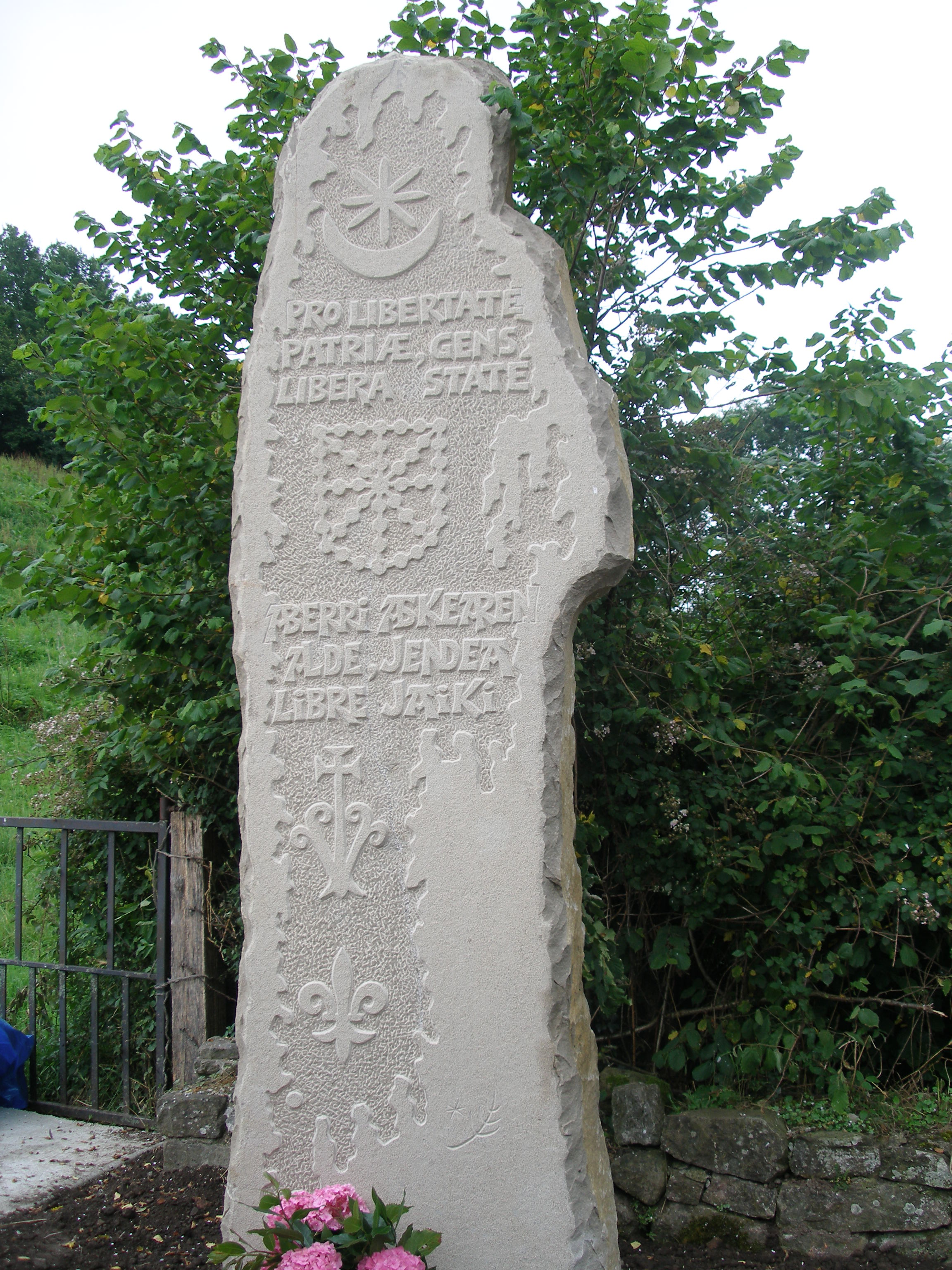
Monument al Resistent Desconegut.

Al peu de la muntanya Gaztelua, on es trobava el castell, es va inaugurar el 21 de juliol del 2007 un Monument al Resistent Desconegut, fet per Pello Iraizoz. Està tallat en la pedra vermellosa del Baztan, i hi està inscrit el lema "Pro libertate patriae, res libera state" ("Dempeus la gent lliure a favor de la llibertat de la pàtria"), dels Infanzons navarresos, i que també figura en basc. En la part superior del mateix està el carbuncle (figura estavellada), simbologia d'art popular que va ser origen de l'escut de Navarra i que va utilitzar Teobald I de Xampanya. Més avall es troba aquest símbol, al qual es van afegir uns dibuixos esfèrics als seus braços, que en segles posteriors es van convertir en cadenes. En la part inferior apareixen imatges relacionades amb els diferents sobirans navarresos i que han figurat en la numismàtica navarresa.